# John DeServio

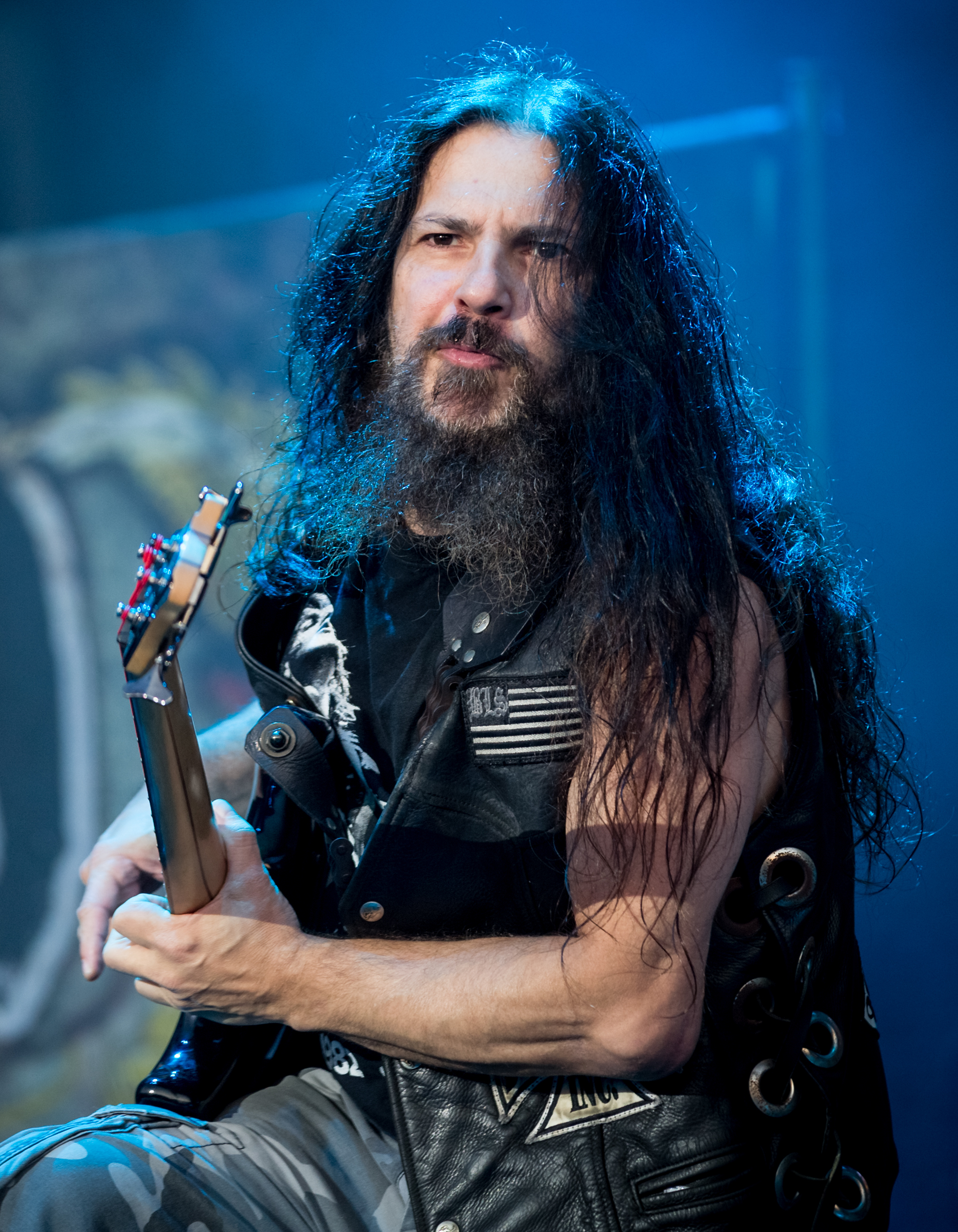
John Deservio (2015)

John "JD" DeServio é o atual baixista do Black Label Society, integrando a banda após a saída de James Lomenzo em 2005. JD foi também membro do Pride & Glory, trio de Zakk Wylde de southern rock, por um curto período em dezembro de 1994 (também como um substituto para Lomenzo), e também foi o baixista original do Black Label Society, tocando na turnê de seu álbum de estreia, Sonic Brew. Ele é patrocinado pelos baixos Schecter e cordas GHS. JD tem sua própria banda chamada Cycle of Pain cujo álbum de estreia foi lançado em abril de 2009 pela Reform Records.